# 司馬乂
司馬乂（277年—304年3月19日），字士度，一字仕庆，是西晉八王之亂中其中一王。晉武帝第十七子、晉惠帝及楚王司馬瑋之弟、成都王司馬穎及晉懷帝之兄、晉愍帝之伯父。八王之亂中，被河間王司馬顒部下張方所擒，處以火刑，諡曰長沙厲王。

## 生平

### 封長沙王
太康十年（289年）受封為長沙王，拜員外散騎常侍。次年晉武帝逝世，司馬乂當時十五歲。楚王司馬瑋前來奔喪，諸王皆在路邊迎接，司馬乂卻獨至司馬炎的陵所，號哭著等待司馬瑋到來。後拜步兵校尉。元康元年（291年），司馬瑋誅太宰汝南王司馬亮及太保衞瓘時，司馬乂奉诏与淮南王司马允、成都王司马颖屯兵各宫门，鎮守東掖門。司馬瑋被誅殺时，司马乂扔掉弓箭流泪说：“楚王是奉诏令行事，所以从命，哪里知道诏书不是真的！”其後，司馬乂因是司马玮同母弟，被貶爲常山王，遣回封國。

### 討伐趙王
晉惠帝永寧元年（301年），三王（齊王司馬冏、成都王司馬穎、河間王司馬顒）興兵討伐趙王司馬倫，司馬乂率領他的封國士兵響應。經過趙國，房子令拒守，司馬乂將他殺死，加入司馬穎的後繼。常山內史程恢將要背叛司馬乂，司馬乂到鄴後，斬程恢及他五個兒子。至洛陽後，拜撫軍大將軍，領左軍將軍。後於七月甲午（8月31日），遷驃騎將軍、開府，恢復長沙王封號和封國。

### 誅殺齊王
大司馬司馬冏掌權後，主薄王豹提出把京城的诸侯王遣回封国。司马冏说要再考虑。司马乂在司马冏的桌案上看到王豹的信笺，就对司马冏说王豹离间骨肉，应该处死。司马冏不想采纳王豹的建议，就上奏惠帝处决王豹，当时人认为王豹死得冤枉。
司马冏漸漸變得專橫，引起司馬乂不滿，曾在拜祭皇陵時向司馬穎提議起兵討伐司馬冏，以保天下，又与刘暾等合谋。太安元年（302年），河間王司馬顒聽從李含的計謀，发檄文称联合司马颖、都督荆州新野王司马歆、都督豫州范阳王司马虓一起讨伐司马冏，并称司馬乂同谋，要在洛阳废黜司馬冏。司马颖也响应。司馬冏於是遣將董艾攻擊司馬乂，司馬乂於是統領親兵一百多人，趕赴皇宮，奉天子命攻大司馬府。連戰三日，司馬冏戰敗，被俘。司马乂押解司马冏见驾，惠帝心生恻隐想饶司马冏一命，司马乂命左右赶紧将司马冏拉出去斬殺。司马冏的次兄上军将军北海王司马寔被废为庶人后与司马冏的二千多個黨羽亦被誅殺，惠帝任命司馬乂為驃騎大將軍，都督中外諸軍事。司馬乂雖在朝廷身居要職，但事無巨細，都諮詢在鄴城的大將軍司馬穎。

### 抵抗二王
李含和司馬顒原本認為司馬乂弱小而司馬冏强大，以為司馬乂會被打敗，然後司馬顒以此爲藉口，宣告四方共討司馬冏，然後廢惠帝，立成都王司馬穎為帝，司馬顒可以拜相專權。現在司馬乂戰勝，計劃不成，反倒令司馬乂掌權，於是暗中指使河南尹李含、侍中馮蓀和中書令卞粹等刺殺司馬乂，皇甫商告發，司馬乂於是誅殺三人。司馬顒見李含被殺，於是與司馬穎共同進攻洛陽，討伐司馬乂。
太安二年（公元303年），司馬顒命令部將張方領兵七萬與司馬穎的二十多萬大軍一起進攻洛陽。晉惠帝下詔令司馬乂為大都督，興兵迎擊。戰事連續數個月，朝中議論司馬乂和司馬穎是兄弟，可以說服和解，於是命中書令王衍行太尉，光祿勳石陋行司徒，試圖說服司馬穎，與司馬乂分陝而居；司馬穎拒絕。司馬乂亦去信司馬穎試圖和解，但司馬穎要求司馬乂殺皇甫商等人才肯撤兵。司馬乂不接受。和解告吹。

### 被囚身死
翌年（304年），司馬乂多次擊敗司馬穎，共斬獲六、七萬人。因為戰爭持續，同時司馬乂堅持不削減奉獻給皇宮的物資，而令城中鬧饑荒，雖然士兵又餓又疲累，但將士同心，願意效命至死。司马乂又听祖逖建议，命雍州刺史刘沈讨伐司马颙，认为这样司马颙必召张方回救。此时張方認為不可能攻破洛陽，也建議撤兵退回長安。但東海王司馬越擔心司馬乂會失敗，於是暗中與殿中諸將合謀捉拿司馬乂；另一说殿中诸将及三部司马疲于战守，秘密与左卫将军朱默趁夜抓捕司马乂，迫使司马越为主。在司马越等人请求下，惠帝下詔免去司馬乂所有職務，囚禁於金鏞城。司马乂此时还给惠帝上表，表示如果自己死了能让天下安定，他不怕死，就怕死后天下还是不安。開城後，將領們見敵軍並不多感到後悔，於是圖謀劫走司馬乂，繼續領導將士抵抗司馬穎。司馬越對此感到懼怕，有意誅殺司馬乂，以絕將士抵抗之心。黃門侍郎潘滔勸司馬越向張方密報司馬乂已被囚於金鏞城，司馬越聽從。張方知道後，派遣部將郅輔領兵三千到金鏞城抓司馬乂，回到張方營地後，用火將司馬乂活活燒死，死時二十八歲，期間不到三天。司馬乂死時傳出冤痛之聲，張方將士聽到都忍不住為他哭泣流涕。
司馬乂於城東出殯，官屬皆不敢往，只有司馬乂前掾屬劉佑送他的棺槨，劉佑提著喪車走，又沒有喪樂，哀傷的情景感動路人。谥曰厲。

## 兒子
- 司馬碩，永嘉三年（309年），晉懷帝以司馬乂子司馬碩嗣長沙王，拜散騎常侍。
- 司馬尟，永嘉三年，晉懷帝封臨淮王。

## 評價
- 《晉書》：「長沙材力絕人，忠概邁俗，投弓掖門，落落標壯夫之氣；馳車魏闕，懍懍懷烈士之風。雖復陽九數屯，在三之情無奪。撫其遺節，終始可觀。」「長沙奉國，始終靡慝；功虧一簣，奄罹殘賊。」

## 延伸阅读
[在维基数据编辑]
 《晉書·卷059》，出自房玄齡《晉書》